# Colman Andrews
Colman Andrews (Santa Monica, Califòrnia, 18 de febrer de 1945) és un escriptor i editor nascut als Estats Units especialitzat en gastronomia, que és considerat un dels millors experts del món en cuina d'Espanya i en particular de Catalunya. L'any 1994 va fundar, amb Dorothy Kalins, Michael Grossman i Christopher Hirsheimer, la revista gastronòmica Saveur, de la qual va exercir de redactor en cap de 2001 fins a 2006, moment en què va començar a escriure com a columnista gastronòmic a Gourmet.
El 2012 va guanyar la Creu de Sant Jordi.

## Obres
- Flavors of the Riviera: Discovering Real Mediterranean Cooking, Bantam Books, 1996
- Everything on the Table: Plain Talk About Food and Wine, Bantam Books, 1992
- Catalan Cuisine: Europe's Last Great Culinary Secret, Atheneum, 1988
- Saveur Cooks Authentic Italian (co-author and co-editor), Chronicle Books, 2001
- Saveur Cooks Authentic French (co-author and co-editor), Chronicle Books, 1999
- Saveur Cooks Authentic American (co-author and co-editor), Chronicle Books, 1998
- Malaparte: A House Like Me (contributor), Clarkson N. Potter, 1999[5]
- Setting the American Table: Essays for the New Culture of Food and Wine (contributor), Copia/The American Center for Wine Food & the Arts, 2001